# Plebiscitos romanos
Plebiscita (palabra latina de la que deriva la castellana "plebiscito") era la denominación de las decisiones tomadas por la plebe romana en sus asambleas. Fueron adquiriendo mayor importancia progresivamente. El 465 a. C. el dictador Quinto Hortensio hizo votar por los Comicios Centuriados la ley que obligaba a todos los ciudadanos a acatar los plebiscitos. Aunque no se precisaba el asentimiento del Senado, fue generalmente solicitado.
El plebiscito romano, en su origen, designaba a los jefes plebeyos, votaba normas de su interés (inviolabilidad de los tribunos, protección de las Asambleas, derecho de voto, etc.) y ejercía jurisdicción criminal sobre los plebeyos de las tribus.
Más tarde extiende su competencia a asuntos de interés general, (precisándose primero desde el 471 a. C. el consentimiento del Senado para la presentación de la moción, consentimiento que después desaparece hacia el 449 a. C., aun siendo frecuentemente solicitado) y el plebiscito adquiere fuerza de ley, sin obligar a los patricios, y más tarde (289 a. C.) obligando a todos los ciudadanos.

## Evolución de la ley
Las leyes fueron evolucionando y así vemos que el ladrón sorprendido in fragranti podía librarse de una condena pagando el doble de lo robado.
La Ley Petelia modificó también el procedimiento ejecutivo contra los deudores.
La disposición intervivos siguió ilimitada, y el consentimiento popular para los actos mortis causa (testamento) fue suprimido.
Si el padre de familia efectuaba tres ventas sucesivas, sin efectuar ninguna compra, el hijo podía emanciparse si tal era su deseo. De ello derivó la emancipación legal concedida por el padre a un hijo, sin necesidad de la causa que inicialmente debía motivarla.
El matrimonio civil fue consagrado y se estableció un impuesto para los solteros.
El establecimiento de un magistrado especial de Policía (cuyo ámbito de actuación se extendió pronto a toda Italia) llamado Edil curul, traspasó a este la potestad sobre litigios relativos a compras y ventas en mercados públicos (de productos, ganado, esclavos...). Su jurisdicción se extendía también a otras cuestiones de orden que podían ser sancionadas con multas.
Para las clases más bajas, y para ciertos delitos menores, existían los Triunviri o Jueces Nocturnos (Tres viri nocturni) cuyas competencias fueron aumentando, y pasaron a ser elegidos en los Comicios tribunados desde el 289 a. C.
Para las causas civiles menores en las ciudades sujetas (civites sine suffragio) se establecieron unos magistrados llamados Jueces Menores, cuya competencia se extendió después a toda Italia.
Los magistrados definían el punto del derecho (ius) pero su aplicación (judicium) correspondía a otro ciudadano. Pero los juicios lentos y complicados se limitaban a los casos destacados, y para esclavos y gentes de clase social baja se aplicaba un procedimiento más corto.

## Policía. Vías públicas
El control de policía se acrecienta: alcantarillado, empedrado, limpieza pública, edificios ruinosos, animales dañinos, circulación de carros (solo permitida de noche), comunicaciones, abastecimiento de los mercados, control de calidad de mercancías, control de monedas y pesos, baños públicos, tabernas y casas “sospechosas”, son sus ámbitos de actuación.
La red de vías públicas (caminos), acueductos y fortalezas se desarrolla.
Los censores Marco Aurelio Lépido y Marco Fulvio Nobilior, dentro de su plan urbanístico para la ciudad de Roma, idearon construir el que sería el primer puente de piedra sobre un río. Llamado Pons Aemilia enlazaba la ciudad con el Foro Boario, al margen derecha de Tíber. Fue terminado en el año 187 a. C. Ahora es conocido en la ciudad como Ponte Rotto.